# Бунт на продаж
Бунт на продаж (англ. The Rebel Sell: Why the culture can't be jammed) — науково-популярна книжка канадських авторів Джозефа Хіза та Ендрю Поттера видання 2004-го року. Головна теза книжки полягає в тому, що контркультурні рухи не змогли здійснити жодних прогресивних політичних чи економічних змін, більше того — контркультурний бунт є контрпродуктивним.

## Зміст
Хіз і Поттер заперечують, що споживацтво зумовлене конформізмом, натомість вони стверджують, що основною причиною є конкурентне демонстративне споживання, бажання виділитись і бути «крутими» через продукти які ми купуємо, а отже не конформісти а нонконформісти стимулюють консьюмеризм. На думку авторів однією з причин неправильного розуміння механізмів споживацтва було поширене в західній літературі хибне ототожнення суспільства споживання з масовим суспільством. Автори відзначають, що образ бунтарства і критика масового суспільства були одними з найпотужніших рушійних сил споживацтва за останні сорок років.
Також у книжці автори торкаються проблеми колективних дій, правил, і критикують багато поширених у західному суспільстві переконань.